# Smolari
Smolari ou Smolare (en macédonien Смолари) est un village du sud-est de la Macédoine du Nord, situé dans la municipalité de Novo Selo. Le village comptait 659 habitants en 2002. Situé dans le massif de la Belassitsa, il est connu pour sa cascade.

## Démographie
Lors du recensement de 2002, le village comptait :
- Macédoniens : 659